# Movimiento vegetal rápido

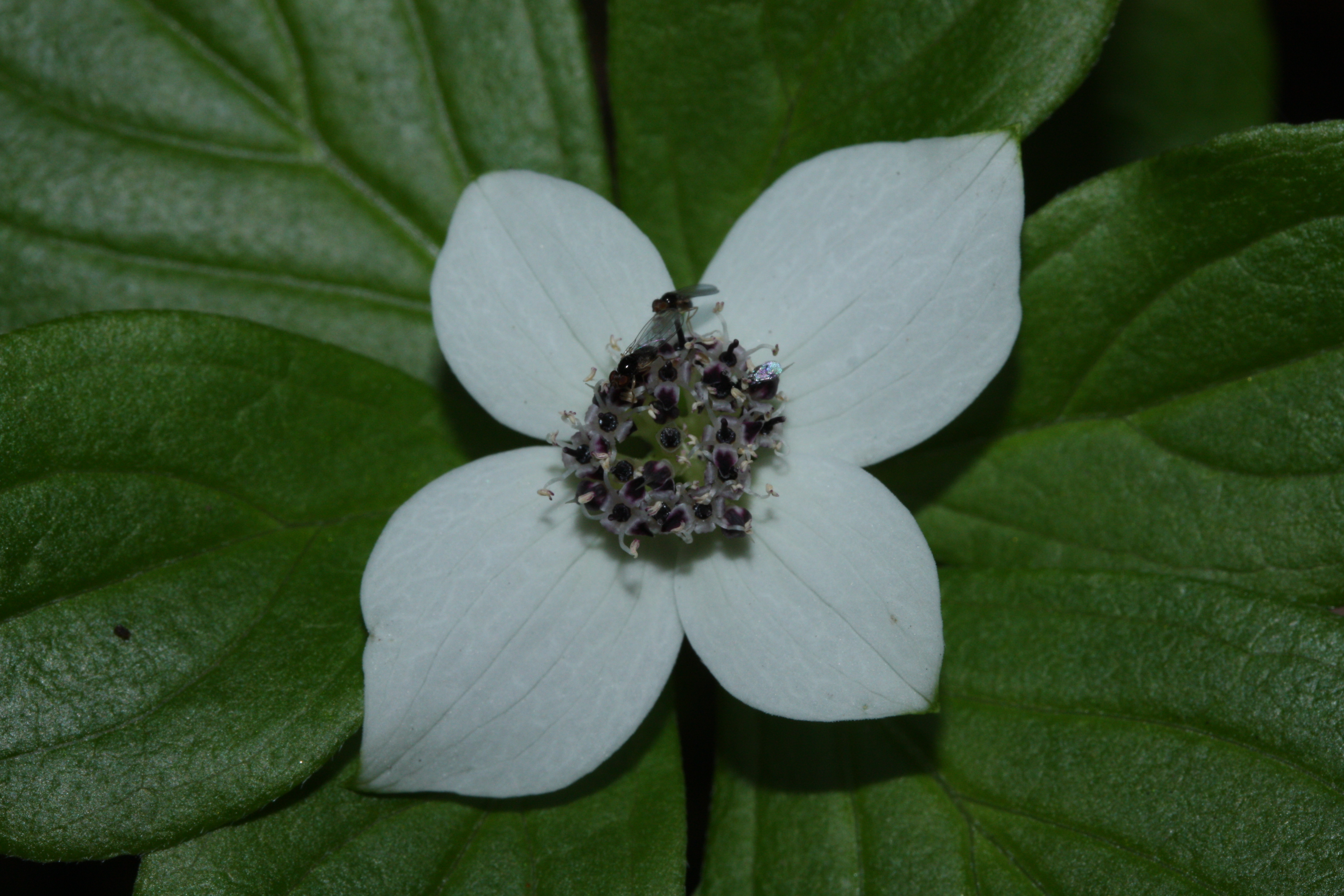
Los diminutos y elásticos pétalos de la flor de Cornus canadensis lanzan polen en 0,5 milisegundos.

El movimiento vegetal rápido engloba el movimiento en estructuras vegetales produciéndose en un periodo de tiempo muy corto, normalmente en un segundo. Por ejemplo, Dionaea muscipula (Venus atrapamoscas) cierra su trampa en unos 100 milisegundos. Las flores de Cornus canadensis abren sus pétalos y lanzan el polen en menos de 0,5 milisegundos. El récord lo tiene la morera blanca (Morus alba) que mueve los pétalos a una velocidad de 25 μs, velocidad que excede la mitad de la velocidad del sonido - casi el límite físico teórico en movimientos de plantas.
Estos movimientos rápidos difieren de los más comunes, pero mucho más lentos "movimientos de crecimiento" en vegetales, llamados tropismos.
La última obra de Charles Darwin antes de su muerte fue The Power of Movement in Plants (El poder del movimiento en las plantas), publicado en 1882.

## Plantas que capturan y consumen presas

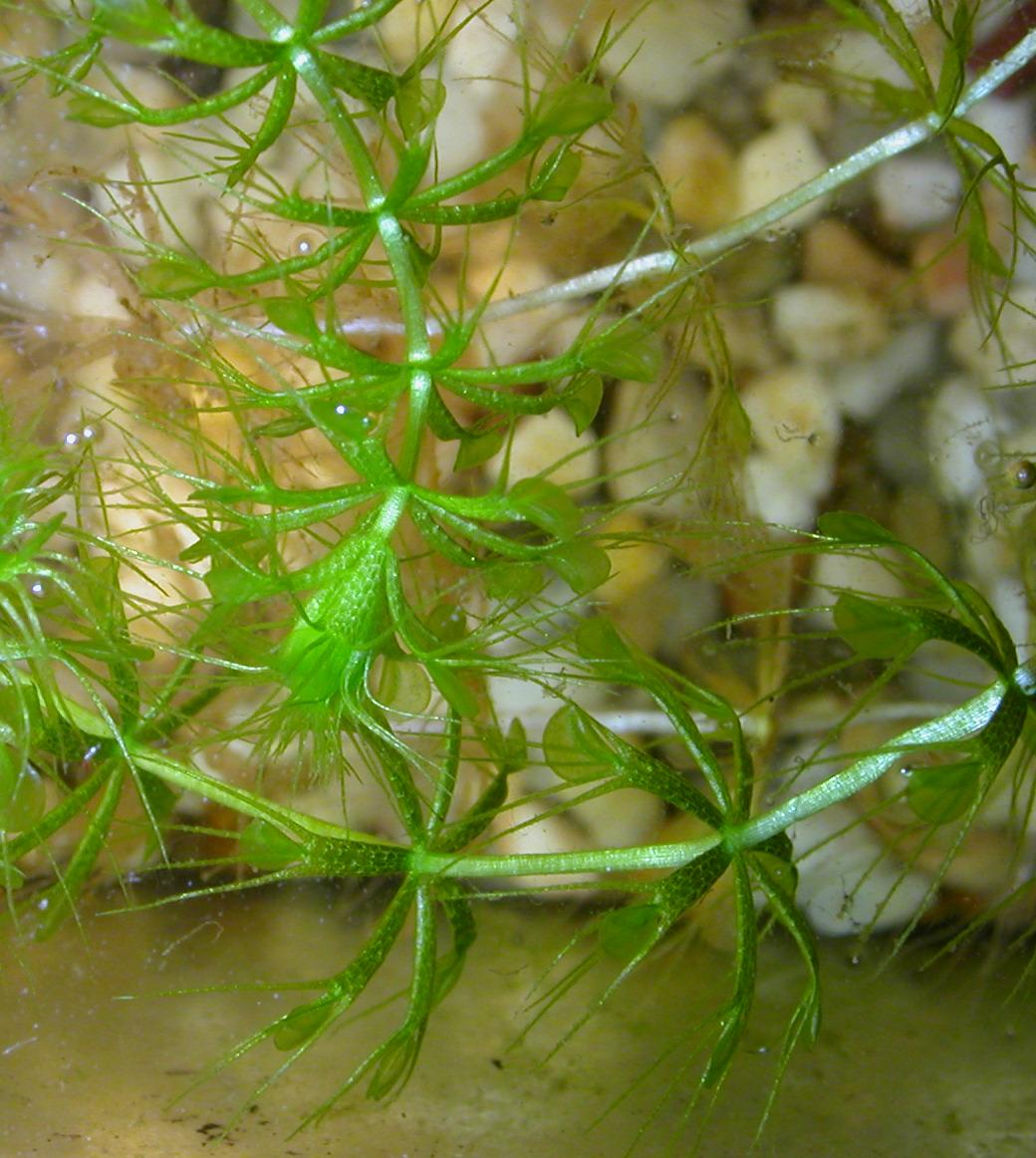
Planta carnívora acuática.

- Dionaea muscipula
- Aldrovanda vesiculosa
- Utricularia
- Ciertas variedades de Drosera

## Plantas que mueven las hojas por otras razones
- Mimosa pudica
- Mimosa nuttallii
- Chamaecrista fasciculata
- Chamaecrista nictitans
- Desmodium motorium
- Schrankia roemeriana
- Neptunia lutea

## Plantas que esparcen semillas o polen con movimientos rápidos
- Ecballium agreste
- Impatiens (Impatiens x)
- Hura crepitans
- Todas las especies de Stylidium
- Cornus canadensis
- Morus alba[2]

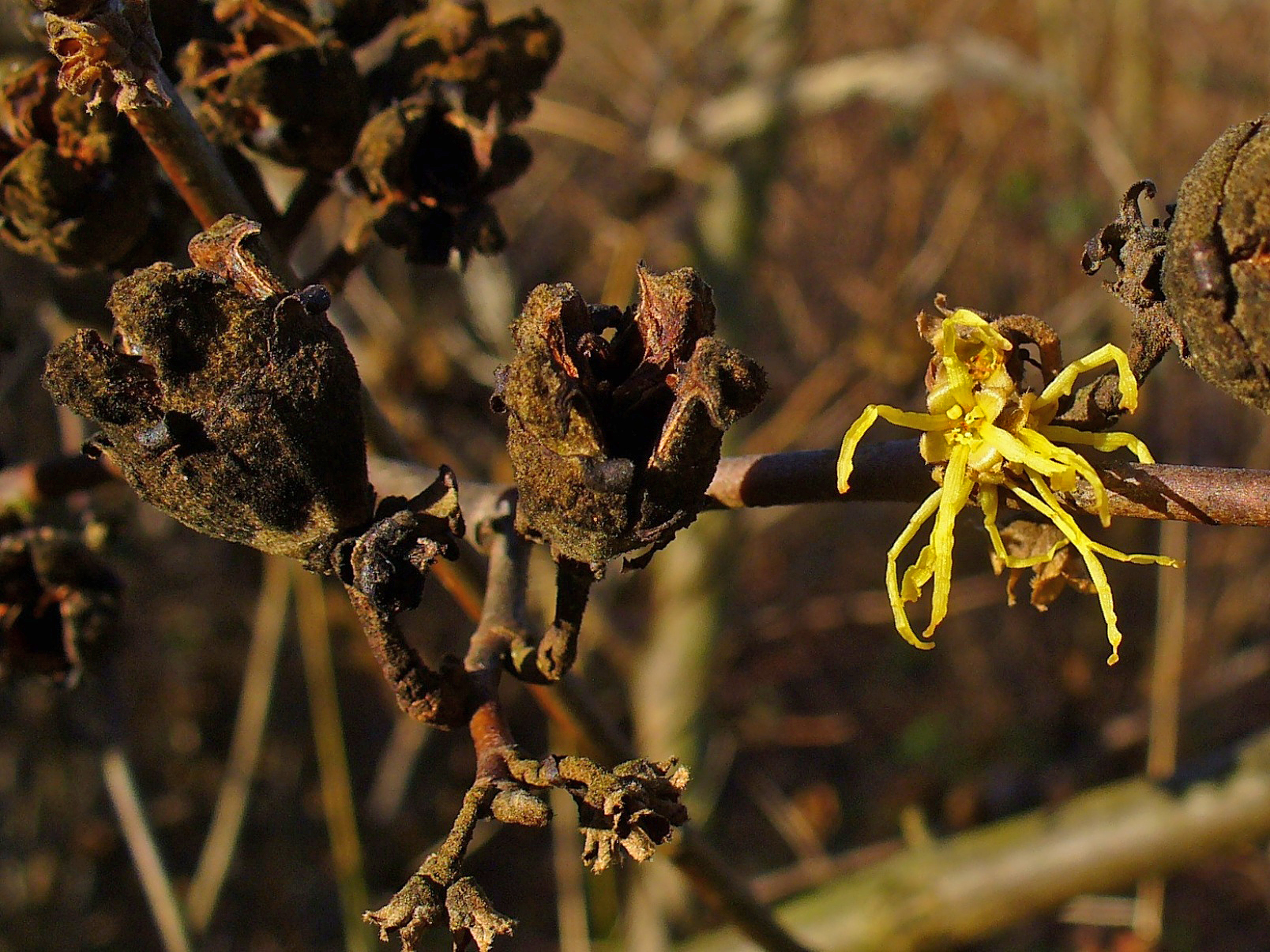
Las cápsulas de Hamamelis se abren explosivamente al madurar dispersando las semillas.

- Orchidaceae (todas las especies de Catasetum)
- Arceuthobium
- Hamamelis
- Algunos miembros de Fabaceae tienen judías que se retuercen a medida que se secan  ejerciendo tensión sobre la vaina, lo que produce su rotura repentina y violentamente exparciendo las semillas a metros de distancia de la planta madre.[4][5]

Véase Dehiscencia.